# ウェルズ・ファーゴ・プラザ
ウェルズ・ファーゴ・プラザ（Wells Fargo Plaza）は、テキサス州ヒューストンのダウンタウンにある地方銀行・ウェルズ・ファーゴ所有の高層ビルであり、アメリカで13番目に高いビルである。302mの高さで71階建て。
スキッドモア・オーウィングズ・アンド・メリルとロイド・ジョーンズ・ブリューワー・アンド・アソシエイツによりデザインされた。